# La fonte meravigliosa (romanzo)
La fonte meravigliosa (The Fountainhead) è un romanzo del 1943 della scrittrice russo-americana Ayn Rand, il suo primo grande successo letterario.
Il protagonista del romanzo, Howard Roark, è un giovane architetto individualista che disegna edifici in stile moderno e rifiuta di scendere a compromessi con uno establishment architettonico che rifiuta l'innovazione. Roark incarna ciò che Rand ritiene essere l'uomo ideale, e la sua lotta riflette la convinzione della scrittrice che l'individualismo sia superiore al collettivismo; il lavoro è inserito nella concezione filosofica oggettivista propria dell'autrice.
Roark si oppone a quelli che definisce "second-hander", neologismo creato da Ayn Rand e riferito a una persona che si preoccupa principalmente di essere stimata e valutata dagli altri, a scapito della formazione di una propria e personale visione del mondo; una persona che trae le proprie decisioni dalla visione del mondo degli altri, con l'unica metrica di merito basata su come gli altri riceveranno e accettano la loro decisione non basata sul merito o sulla verità, ma sulla percezione popolare.
Questi soggetti includono l'ex compagno di classe di Roark, Peter Keating, che segue stili architettonici popolari ma si rivolge a Roark per un aiuto in caso di problemi di progettazione. Ellsworth Toohey, un critico di architettura socialista che usa la propria influenza per promuovere la sua agenda politica e sociale, cerca di distruggere la carriera di Roark. L'editore di giornali tabloid Gail Wynand, che cerca di dare forma all'opinione pubblica, fa amicizia con Roark, poi lo tradisce quando l'opinione pubblica volge in una direzione che non può controllare. Infine, l'amante di Roark, Dominique Francon, il personaggio più controverso del romanzo. Francon crede che la non conformità non abbia possibilità di vincere, quindi si alterna tra l'aiutare Roark e il lavorare per indebolirlo.
Dodici editori rifiutarono il manoscritto prima che un editore della Bobbs-Merrill Company di Indianapolis insistette (mettendo a rischio il proprio lavoro) per farlo pubblicare. Le opinioni dei recensori dell'epoca furono contrastanti. Alcuni elogiarono il romanzo come potente peana dell'individualismo, mentre altri lo hanno considerarono eccessivamente lungo e privo di caratterizzazioni incisive. Le vendite iniziali furono lente, ma il libro ottenne un seguito dal passaparola e divenendo un bestseller. Più di 6 milioni di copie di La Fonte Meravigliosa e la traduzione in più di 20 lingue attirò un nuovo seguito per Rand ed ebbe un'influenza duratura, soprattutto tra architetti e libertari di destra.
Il romanzo è stato adattato più volte ad altri media. Una versione illustrata è stata autorizzata pubblicata su giornali quotidiani nel 1945. La Warner Bros. produsse una versione cinematografica nel 1949, per la quale Rand scrisse la sceneggiatura e Gary Cooper interpretò Roark. I critici stroncarono il film, che non riuscì a recuperare i costi di produzione; diversi registi e autori hanno preso in considerazione lo sviluppo di un nuovo adattamento cinematografico. Nel 2014, il regista teatrale belga Ivo van Hove ha creato un adattamento teatrale, che ha ricevuto recensioni per lo più positive.

## Trama
All'inizio del 1922, Howard Roark viene espulso dal dipartimento di architettura dello Stanton Institute of Technology (eponimo del Massachusetts Institute of Technology) poiché non aderisce alla preferenza della scuola per le convenzioni consolidate nella progettazione degli edifici. Roark va a New York City e trova un lavoro con Henry Cameron. Cameron era un tempo un rinomato architetto, ma ora riceve poche commissioni. Nel frattempo, il popolare compagno di scuola di Roark, Peter Keating (che a volte era aiutato dallo stesso Roark con i progetti), si è laureato con il massimo dei voti. Anche lui si trasferisce a New York, dove gli è stata offerta un'occupazione presso la prestigiosa società di architettura Francon & Heyer. Keating si ingrazia l'anziano Guy Francon, e lavora per rimuovere i rivali nella sua azienda. Alla fine, ne diviene socio. Nel frattempo, Roark e Cameron creano un lavoro ispirato, ma lottano finanziariamente.
Dopo che Cameron si è ritirato, Keating assume Roark, che Francon presto licenzia per essersi rifiutato di progettare un edificio in stile neoclassico. Roark lavora brevemente in un'altra azienda, per aprire poi un proprio studio, ma a causa della difficoltà di trovare clienti lo chiude. Ottiene un lavoro in una cava di granito di proprietà di Francon dove incontra la figlia di Francon, Dominique, editorialista per The New York Banner, mentre si trova nella tenuta di famiglia nelle vicinanze. I due sono immediatamente attratti l'uno dall'altro, ed hanno un rapporto sessuale estemporaneo, che Dominique in seguito chiamerà uno stupro. Poco dopo, a Roark viene notificato che un cliente è pronto per iniziare un nuovo edificio e torna a New York. Anche Dominique ritorna a New York e scopre che l'operaio della cava Roark è un architetto. Attacca il suo lavoro in pubblico, ma gli fa visita segretamente.
Ellsworth M. Toohey, che redige una rubrica di architettura popolare nel Banner, è un socialista schietto che plasma l'opinione pubblica sia attraverso i suoi scritti e tramite una cerchia di influenti associati. Toohey si propone di distruggere Roark attraverso una campagna diffamatoria. Raccomanda Roark a Hopton Stoddard, un ricco conoscente che vuole costruire un Tempio dello Spirito Umano. Il progetto insolito di Roark include una statua nuda modellata su Dominique; Toohey convince Stoddard a citare in giudizio Roark per negligenza. Toohey e diversi architetti (tra cui Keating) testimoniano al processo che Roark è incompetente come architetto a causa del suo rifiuto degli stili storici. Dominique parla a difesa di Roark, che però perde la causa. A seguito di ciò, la donna decide che dal momento che non può avere il mondo che vorrebbe, in cui uomini come Roark sono riconosciuti per la loro grandezza, vivrà interamente nel mondo che ha, quel mondo che evita Roark e loda Keating. Si sposa con Keating e con il suo conformismo, facendo e dicendo quello che lui vuole, come convincere i potenziali clienti ad assumerlo preferendolo a Roark.
Per far aggiudicare a Keating una prestigiosa commessa offerta da Gail Wynand, proprietario e caporedattore del Banner, Dominique accetta di andare a letto con Wynand. Quest'ultimo è così fortemente attratto da Dominique che paga profumatamente Keating affinché divorzi dalla moglie, dopodiché convola a nozze con Dominique. Volendo costruire una casa per sé stesso e la sua nuova moglie, Wynand scopre che Roark ha progettato ogni edificio che ha incontrato i suoi gusti, e lo ingaggia. Roark e Wynand diventano amici intimi, ma non al punto di portare a conoscenza di Wynand della trascorsa relazione dell'architetto con Dominique.
Lontano dai riflettori del pubblico, Keating chiede a Toohey di usare la propria influenza per ottenere la commessa per il tanto desiderato progetto di edilizia abitativa Cortlandt. Keating sa che i suoi progetti di maggior successo sono stati aiutati da Roark, perciò chiede il suo aiuto nella progettazione del complesso architettonico. Roark acconsente chiedendo in cambio un completo anonimato e la promessa di Keating che l'edificio sarà costruito esattamente come progettato. Dopo aver trascorso una lunga vacanza con Wynand, Roark torna in città per constatare che Keating non è stato in grado di impedire che venissero apportate modifiche importanti nella costruzione di Cortlandt. Roark, per mezzo di esplosivi, distrugge il cantiere allo scopo di impedire la sovversione della sua visione.
Roark viene arrestato e la sua azione è ampiamente condannata, ma Wynand decide di usare i suoi mezzi per difendere l'amico. Questa posizione impopolare contrae considerevolmente la circolazione dei suoi giornali, e gli impiegati di Wynand scioperano dopo che Wynand ha licenziato Toohey per aver contravvenuto alle sue direttive, criticando Roark. Di fronte alla prospettiva di chiudere il giornale, Wynand cede, e pubblica una denuncia di Roark. Al suo processo, Roark pronuncia un discorso sul valore del pensiero autonomo e dell'integrità, e viene giudicato penalmente innocente (pur essendo obbligato nel risarcire il danno economico). Dominique si riscatta lasciando Wynand per Roark. Wynand, che ha tradito i suoi stessi valori attaccando Roark, tocca con mano la natura del potere che pensava di detenere. Chiude il Banner, e commissiona un ultimo edificio a Roark, un grattacielo che servirà da monumento agli umani ottenimenti. Diciotto mesi dopo, l'edificio Wynand è in costruzione. Dominique, ora moglie di Roark, entra nel cantiere per incontrarlo all'interno della struttura in acciaio.

## Film
Nel 1949 la Warner Bros. Pictures realizzò un film tratto dal romanzo, con Gary Cooper (Howard Roark), Patricia Neal (Dominique Francon), Raymond Massey (Gail Wynand) e Kent Smith (Peter Keating). Rand, che aveva precedenti esperienze come sceneggiatrice, venne assunta per adattare il suo romanzo. Il film venne diretto da King Vidor. Incassò 2,1 milioni di dollari, 400 mila in meno del suo budget di produzione. I critici cinematografici stroncarono il film; recensioni negative apparvero in pubblicazioni che andavano da giornali come The New York Times e Los Angeles Times a riviste specializzate come Variety e The Hollywood Reporter, e pubblicazioni come Time e Good Housekeeping.
Nelle lettere scritte all'epoca, la reazione iniziale di Rand al film era positiva. Disse che era l'adattamento più fedele di un romanzo mai realizzato a Hollywood e un "vero trionfo". Le vendite del romanzo furono trainate dall'interesse suscitato dal film. In seguito, l'autrice mostrò un atteggiamento più negativo sul film, lamentandosi di aspetti quali montaggio, recitazione e altri elementi. Rand disse che non avrebbe mai più ceduto i diritti di un proprio romanzo a una compagnia cinematografica che non le avesse permesso di sceglierne regista e sceneggiatore, oltre ad acconsentire di modificarne il lavoro.
Vari cineasti hanno espresso interesse a produrre nuovi adattamenti, sebbene nessuno di questi film potenziali abbia iniziato la produzione. Negli anni '70, lo sceneggiatore e regista Michael Cimino voleva girare la sua sceneggiatura per United Artists. Nel 1992, il produttore James Hill esercitò un'opzione sui diritti, scegliendo Phil Joanou per dirigere il lavoro. Negli anni 2000, Oliver Stone era interessato a dirigerne un nuovo adattamento; Brad Pitt sarebbe stato preso in considerazione per interpretare Roark. In un'intervista del marzo 2016, il regista Zack Snyder ha espresso l'interesse nel farne un nuovo adattamento cinematografico.

## Citazioni
Il libro viene citato in una delle scene del film A Scanner Darkly come uno dei manufatti che accompagneranno il corpo di Charles Freck dopo il suo suicidio.
Il libro appare nel film Dirty Dancing - Balli proibiti, quando il cameriere Robbie ne consiglia la lettura a Baby.
Viene anche citato in Una mamma per amica dalla protagonista Rory, nel terzo episodio della quinta stagione di L'uomo di casa, dal protagonista Mike, ed è presente anche nella serie televisiva Lost.

## Edizioni italiane
- La fonte meravigliosa, traduzione di Giangi Colombo Taccani e Maria Silvi, Collezione I libri d'oro, Milano, Baldini & Castoldi, 1946-1961,  p. 714.
- La fonte meravigliosa, Collana narratori del mondo, Milano, Edizioni Accademia, 1975; nuova ed. 1978.
- La fonte meravigliosa, Collana Scrittori di tutto il mondo, Milano, Corbaccio, 1996, ISBN 978-88-7972-169-1. - Collana I grandi scrittori, Corbaccio, 2020, ISBN 978-88-670-0700-4.